# Junqueira de Ambia

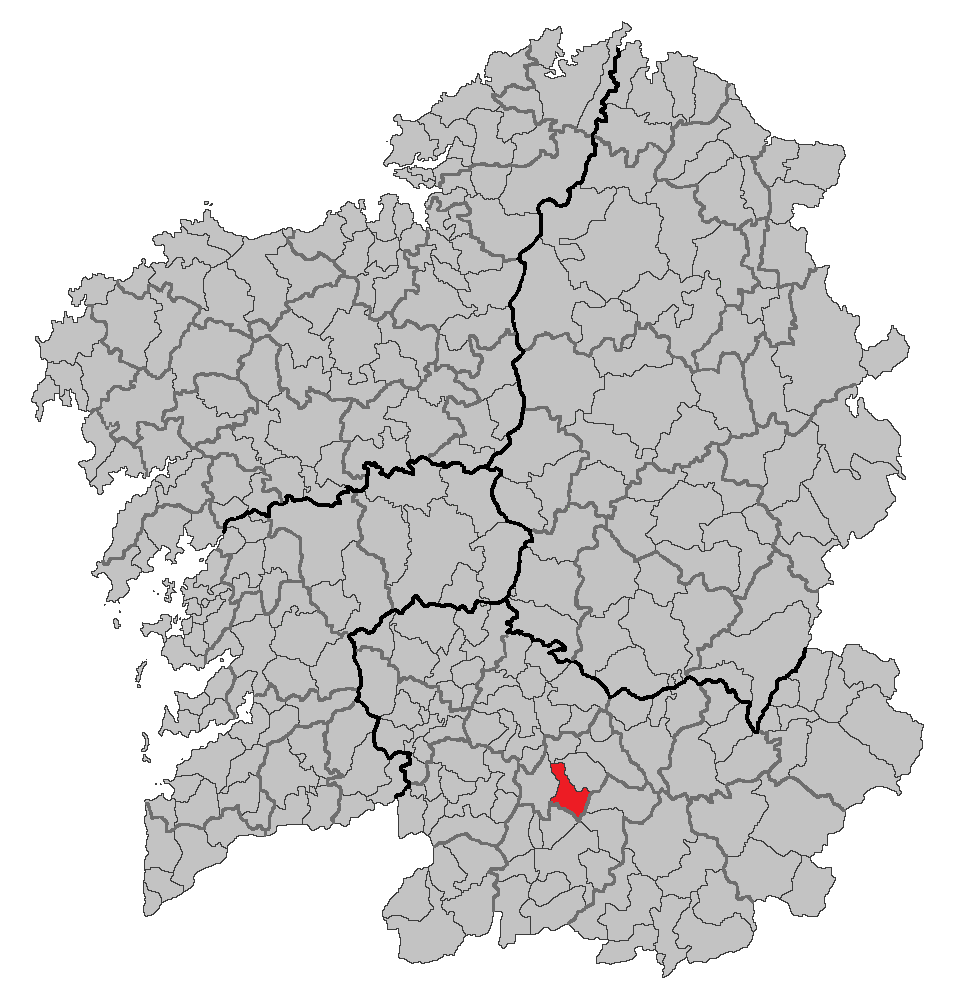
Localização de Junqueira de Ambia na Galiza

Junqueira de Ambia (Xunqueira de Ambía; em espanhol, Junquera de Ambía) é um município da Espanha na província 
de Ourense, 
comunidade autónoma da Galiza, de área 60,21 km² com 
população de 1834 habitantes (2007) e densidade populacional de 32,07 hab/km².

## Demografia
| Variação demográfica do município entre 1991 e 2004 | Variação demográfica do município entre 1991 e 2004 | Variação demográfica do município entre 1991 e 2004 | Variação demográfica do município entre 1991 e 2004 |
| --------------------------------------------------- | --------------------------------------------------- | --------------------------------------------------- | --------------------------------------------------- |
| 1991                                                | 1996                                                | 2001                                                | 2004                                                |
| 2358                                                | 2150                                                | 2004                                                | 1934                                                |